# 天河二号
天河二号（英語表記Tianhe-2またはMilkyway-2、英略TH-2）は中国人民解放軍国防科学技術大学（NUDT）のスーパーコンピューター。33.86ペタFLOPSの処理能力を持ち、2013年6月よりスーパーコンピューターTOP500の一位を獲得し、2015年11月まで世界最速六連覇を続けた、2015年11月時点での世界1位のタイトルを持っていたコンピューターである。

## 概要
天河一号（当時世界5位）の改良版天河一号Aにて2011年6月に世界一位のタイトルを獲得したものの、日本のスーパーコンピューター「京」（10.51ペタFLOPS）の登場により世界一位の座を奪われる。そこで、理論値54.9ペタFLOPS、実測33.86ペタFLOPSの処理能力を持つ天河二号を開発した。1万6000ものノードから構築されており、1ノードあたり5つのインテルXeon IvyBridgeプロセッサとXeon Phiプロセッサで構成されており、総コア数は312万に至っている。IEEEは、中国のスパコン軍拡競争の象徴としてコメントしている。また、中国政府の推し進めるAI犯罪予防システムである「天網工程」の基盤とも目され、同じく国防科学技術大学が開発してスタンガンで武装して顔認識で空港などの警備を行ってるロボット「AnBot」は天河二号とクラウドで連携している。